# Rashida Jones
Rashida Leah Jones (* 25. února 1976 Los Angeles, Kalifornie) je americká televizní a filmová herečka, autorka komiksů, scenáristka a příležitostná zpěvačka. Mezi její nejvýznamnější role patří Louisa Fenn v TV seriálu Bostonská střední, Karen Filipeli v seriálu Kancl, Ann Perkins v seriálu Parks and Recreation a její role ve filmech Kámoš k pohledání, Our Idiot Brother, The Social Network, Mupeti a Celeste and Jesse Forever, na kterém se dokonce podílela scenáristicky. Od roku 2016 hraje hlavní roli v seriálu Angie Tribeca.

## Životopis
Rashida Jones se narodila v Los Angeles mediálnímu magnátovi, producentovi a muzikantovi Quincymu Jonesovi a herečce Peggy Lipton. Má starší sestru, Kidadu Jones, a pět nevlastních sourozenců z předchozích otcových vztahů. Její otec je afroamerického a velšského původu. Její matka je aškenázská Židovka. Rashida byla vychována v duchu progresivního judaismu; navštěvovala židovskou školu, ale protože ji opustila ve věku 10 let, neúčastnila se obřadu bat micva. Dětství strávila v Bel Air v Kalifornii. O manželství smíšené rasy jejích rodičů uvedla: „Psala se 70. léta a ještě stále nebylo přijatelné, aby se vzali.“
Ve své autobiografii Quincy Jones vzpomíná, jak velmi často nacházel svou šestiletou dceru pod přikrývkou, jak s pomocí baterky čte 5 knížek najednou. Dále píše, že vyrostla jako „typická šprtka… Vlastnil jsem počítač s disketovou mechanikou a telefonním modemem předtím, než to bylo cool.“ Jones dále vyobrazil její hudební nadání, kdy již jako malá zvládala hru na klasický klavír. Její matka sdělila magazínu Entertainment Tonight, že Rashida je „také báječná zpěvačka a skladatelka, což zdědila po svém otci, o tom není pochyb.“
Rashida Jones absolvovala The Buckley School v Sherman Oaks v Kalifornii, kde se stala členkou National Honor Society a svými spolužáky byla zvolena jako „Nejpravděpodobněji uspěje“. Jejími spolužačkami byly Paris Hilton a Kim Kardashian. Její rodiče se rozvedli, když bylo Rashidě 14 let; její sestra se následně nastěhovala ke svému otci, kdežto Rashida se se svou matkou přestěhovala do Brentwoodu v Kalifornii.
V roce 1994 si Jones získala pozornost díky otevřenému dopisu, který zaslala rapperovi Tupacovi, který ostře kritizoval rasově smíšené manželství jejích rodičů. Později se však stali přáteli, především díky tomu, že předtím, než byl Shakur zabit, byl zasnoubený s její sestrou. Po absolvování střední školy opustila Kalifornii a nastoupila na Harvardovu univerzitu.
Původně zamýšlela stát se právničkou, ale ztratila zájem a místo toho se začala zajímat o herectví. Studovala náboženství a filosofii a promovala v roce 1997.

## Kariéra
Svůj herecký debut měla v roce 1997 v mini seriálu založeném na novele spisovatele Maria Puza, Poslední kmotr. Poté následovaly seriály Myth America, East of A a Kdyby zdi mohly mluvit 2. V roce 2000 hostovala v seriálu Freaks and Geeks jako Karen Scarfolli, poté obsadila jednu z rolí v seriálu Bostonská střední. Mezi lety 2000 a 2002 se jako Louisa Fenn objevila v 26 dílech tohoto seriálu a obdržela nominaci na cenu NAACP Image Award. Přestože její role nepatřila mezi hlavní, filmové nabídky se jen hrnuly. Malou roli obsadila ve filmu Hollywood, Hollywood režiséra Stevena Soderbergha a v romantické komedii Now You Know režiséra a scenáristy Kevina Smithe. Dále si zahrála v krátkém filmu Roadside Assistance po boku Adama Brodyho.
Po několika dalších menších rolích v seriálech a filmech se v září roku 2006 připojila k hereckému obsazení úspěšného amerického seriálu Kancl. Její role Karen Filippelli se v seriálu poprvé objevila během jeho třetí sezóny. Předtím, než jí byla tato role nabídnuta, zvažovala opuštění hereckého řemesla a návrat ke studiu. Jones v roce 2007 parodovala svoji roli Karen v americké show Saturday Night Live. Objevila se v hudebním videoklipu k písni „Long Road To Ruin“ americké rockové kapely Foo Fighters.

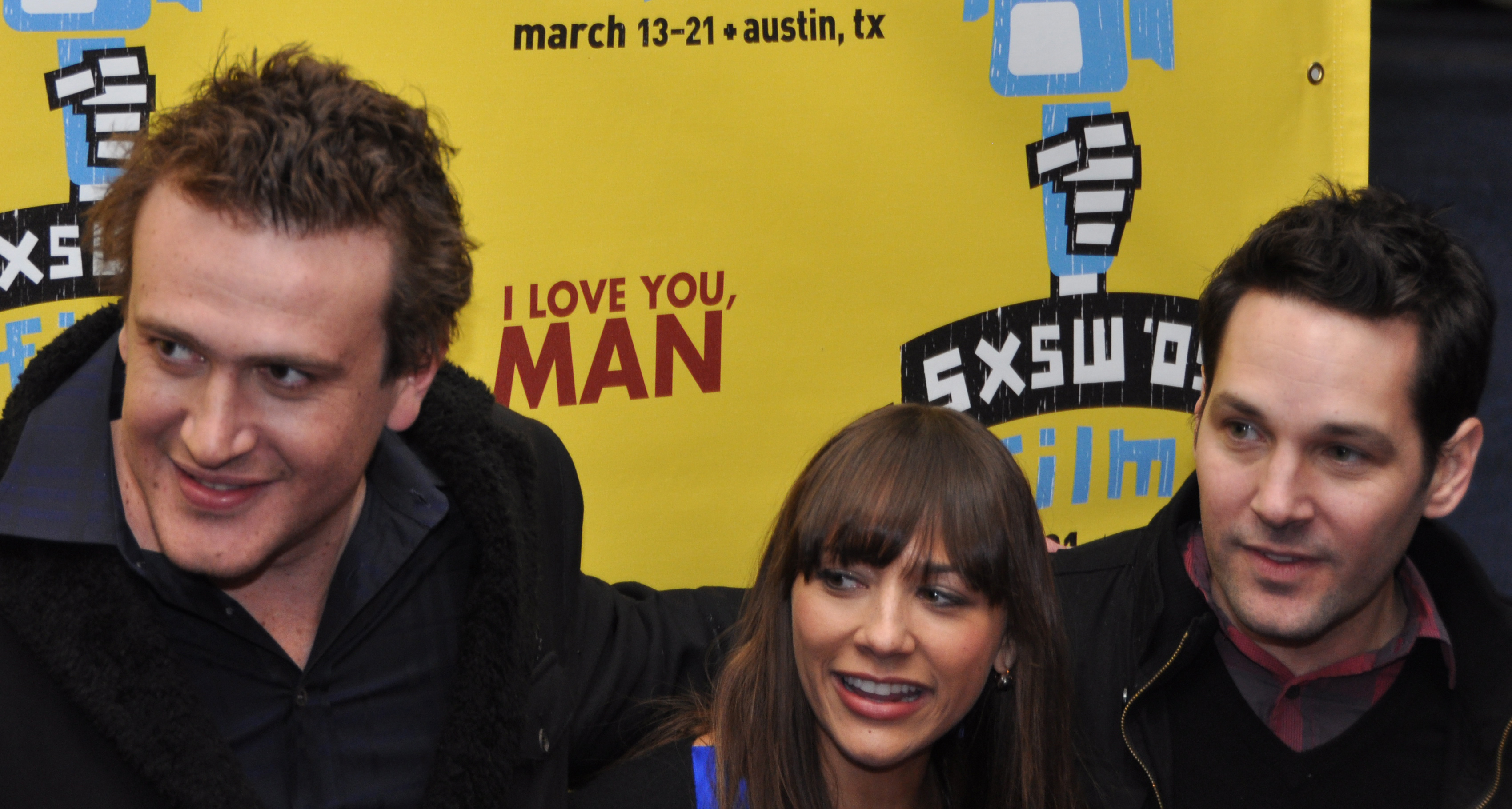
Jason Segel, Rashida Jones a Paul Rudd na premiéře filmu Kámoš k pohledání

V lednu roku 2009 namluvila několik postav v epizodě show Robot Chicken. Hrála Hannah v nezávislém filmu Něco na těch mužích je, v režii Johna Krasinskiho. Ztvárnila roli Zooey Rice v komedii Kámoš k pohledání po boku herců Paula Rudda a Jasona Segela. Jones pak přijala roli v sitcomu Parks and Recreation.
Jesse Eisenberg, Andrew Garfield a Justin Timberlake byli jejími hereckými kolegy ve filmu The Social Network, ve kterém si zahrála roli Marylin Delpy, asistentku obhajoby zakladatele Facebooku, Marka Zuckerberga.
Dalšími filmy, ve kterých se objevila jsou například Kamarád taky rád (v hlavních rolích Justin Timberlake a Mila Kunis); The Big Year (v hlavních rolích Steve Martin, Owen Wilson a JoBeth Williams); Mupeti (Jason Segel, Amy Adams a Chris Cooper) a Our Idiot Brother (Paul Rudd, Elizabeth Banks a Emily Mortimer). V posledním jmenovaném filmu si zahrála lesbickou právničku Cindy, pečující a zodpovědnou přítelkyni střeštěné bisexuální Natalie, kterou ztvárnila Zooey Deschanel.
V roce 2012 si zahrála po boku Andyho Samberga ve filmu Celeste and Jesse Forever, kterého je spoluautorkou.
Po boku Dannyho DeVita nadabovala postavu v americkém animovaném seriálu Simpsonovi. V roce 2014 získala hlavní roli Angie Tribecey v seriálu stanice TBS Angela Tribeca. Seriál měl premiéru v roce 2016.
V roce 2015 produkovala dokumentární film Hot Girls Wanted. Film měl premiéru na Sundance Film Festival dne 29. května 2015.

## Ostatní

### Spisovatelství
Jones je autorkou komiksu s názvem Frenemy of the State, který pojednává o celebritě, kterou povolá CIA. Její komiksy jsou publikovány prostřednictvím Oni Press a spoluautorství je připisováno manželskému páru Nunzio DeFilippisovi a Christině Weir. V říjnu roku 2009, ještě před tím, než vyšlo první číslo komiksu, Rashida prodala natáčecí práva společnostem Universal Pictures a Imagine Entertainment. Brian Grazer a Eric Gitter se stanou producenty filmu a Jones spolu s Willem McCormackem napíší k filmu scénář. Svůj první scénář napsala k filmu Celeste and Jesse Forever v březnu roku 2009. Scénář vytvořila s McCormackem a získala v něm také hlavní roli. Komedie se v kinech objevila v roce 2012.
Jones publikovala své články v magazínu Teen Vogue, kde pracovala jako přispívající autorka. Napsala 36. kapitolu v biografii svého otce, Q: The Autobiography Of Quincy Jones (2001).

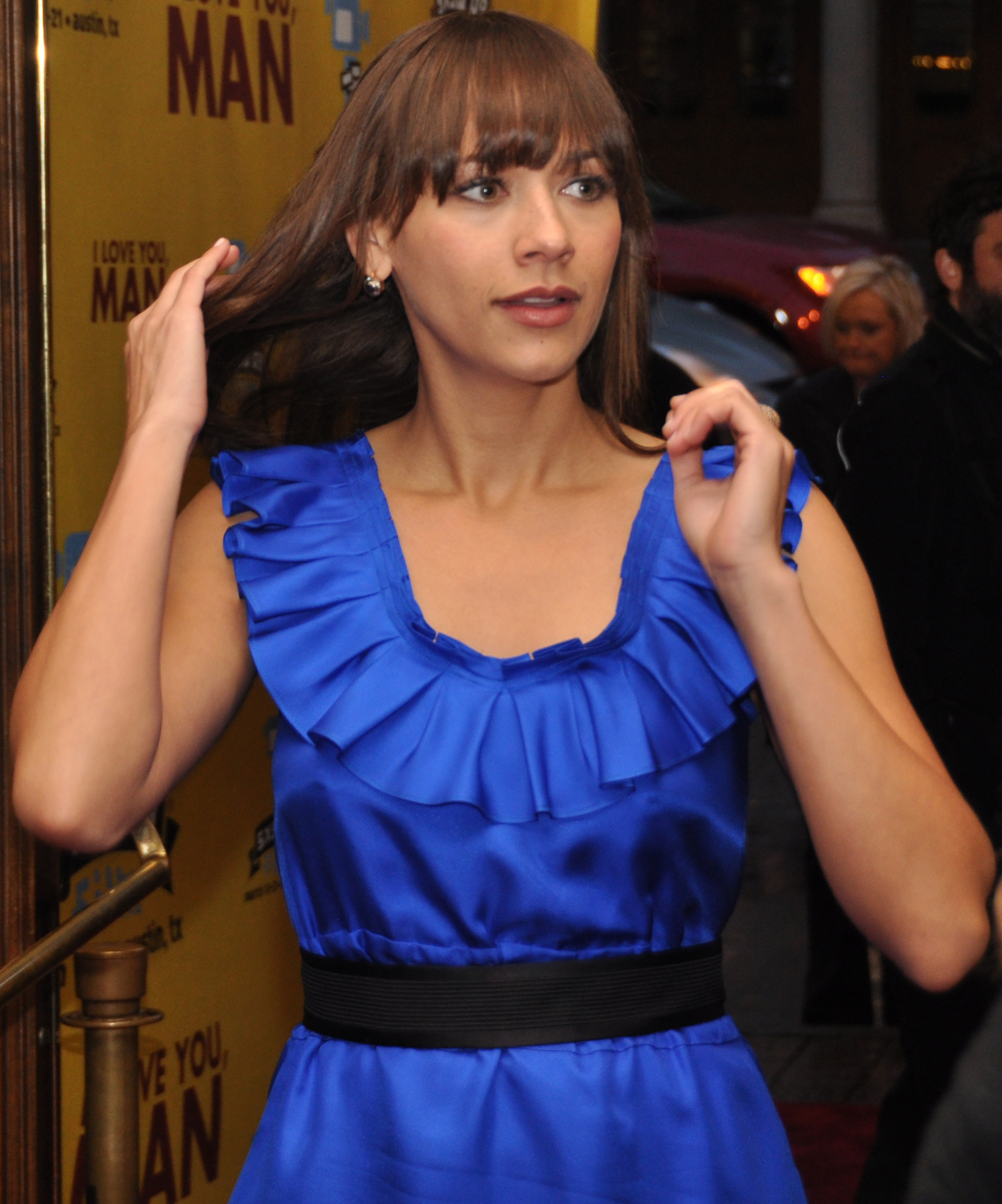
Jones v březnu roku 2009

### Hudba a hudební videoklipy
Jako zpěvačka nazpívala doprovodné vokály ke skladbám skupiny Maroon 5. Lze ji konkrétně slyšet ve skladbách „Tangled“, „Secret“ a „Not Coming Home“ z jejich debutového alba, Songs About Jane, a v písni „Kiwi“, která byla vydána na jejich následující desce It Won't Be Soon Before Long. V roce 2000 vyšlo tributové album The Rose That Grew from Concrete na počest rappera Tupaca, na kterém se ujala doprovodných vokálů. Rashida Jones nazpívala vokály k písním, které se objevily na soundtracích k filmům The Baxter, The Ten a Policajti z Rena. Zpívala v několika epizodách seriálu Bostonská střední a na několika charitativních akcích.
Jones se objevila v hudebních videoklipech zpěvačky Aaliyah a ve videoklipu kapely Foo Fighters k jejich singlu „Long Road to Ruin“. V klipu pro Foo Fighters vystupuje pod pseudonymem Racinda Jules a hraje postavu jménem Susan Belfontaine.
V roce 2013 režírovala svůj vůbec první hudební videoklip, a to pro zpěvačku Saru Bareilles k její skladbě „Brave“.

### Online komediální série
Jones se objevila v několika online komediálních projektech. Společně s herečkou Natalie Portman si zahrála v epizodě Speak Out projektu Funny or Die a hostovala ve dvou epizodách seriálu Terapie online společně s herečkou Lisou Kudrow.

### Modeling a reklama
V roce 2011 byla zvolena společností Dove mluvčí pro řadu výrobků Dove Nourishing Oil Care Collection. V roce 2015 natočila sérii reklam pro Verzion FIOS.

## Osobní život
Jones byla 3 a půl roku přítelkyní herce Tobyho Maguira, jejich romance skončila v roce 2000. V únoru roku 2003 se zasnoubila s hudebním producentem Markem Ronsonem. O ruku ji požádal v den jejích 27. narozenin pomocí na zakázku vyrobeným puzzlem, které po složení zobrazilo větu „Vezmeš si mě?“ Jejich vztah však po roce od zasnoubení ztroskotal. Byla také přítelkyní Jona Favreau, autora a režiséra proslovů pro amerického prezidenta Barracka Obamu. V srpnu 2018 se jí a muzikantovi Ezrovi Koenigovi narodil syn.
Přestože byla vychována jako židovka, stejně jako její matka i Rashida praktikovala hinduismus. Dnes ovšem praktikuje opět judaismus. „V dnešní době si můžete zvolit jakým způsobem budete praktikovat náboženství a jaký je váš vztah k Bohu. Své spojení s ním cítím jako velmi pevné, definitivně díky židovským tradicím a ostatního, co jsem měla možnost se naučit od muže, s kterým jsem chodila. Mí partneři byli praktikující židé. (…) Nemyslím si, že by to byla nutnost, ale cítím v sobě něco, co mě už z jakéhokoliv důvodu spojuje s Bohem.“, sdělila reportérovi.

## Filantropická úsilí
Jones je od roku 2004 členkou organizace Peace First (dříve Peace Games), neziskové organizace, která učí děti řešit konflikt bez použití násilí. Každoročně také pořádá benefiční akce, aby pro tuto organizaci získala dárce. Jones se angažovala v akcích na podporu organizací Stand Up to Cancer, EDUN a ONE. V roce 2007 byla jmenována čestnou předsedkyní každoročního benefitu Housing Works, která bojuje proti onemocnění AIDS a pomáhá bezdomovcům v New York City. Pomáhala na benefiční akci pro St. Jude Children's Research Hospital.

## Ocenění
Jones byla nominována na cenu NAACP Image Award. Podílela se na audio verzi autobiografie Q: The Autobiography Of Quincy Jones, která získala cenu Grammy.

## Filmografie
| Rok  | Název                         | Role                     | Poznámky |
| ---- | ----------------------------- | ------------------------ | --- |
| 1998 | Myth America                  |                          | |
| 2000 | East of A                     | Emily                    | |
| 2001 | Roadside Assistance           | Lucy                     | |
| 2002 | Hollywood, Hollywood          |                          | |
| 2002 | Now You Know                  | Kerri                    | |
| 2003 | Death of a Dynasty            | Layna Hudson             | |
| 2004 | Little Black Book             | Dr. Rachel Keyes         | |
| 2007 | The Ten                       | Hosteska Rebecca Fornier | |
| 2009 | Něco na těch mužích je        | Hannah                   | |
| 2009 | Kámoš k pohledání             | Zooey                    | |
| 2010 | Poldové                       | Debbie                   | |
| 2010 | The Social Network            | Marylin Delpy            | Ocenění pro nejlepší obsazení na Hollywoodském filmovém festivalu Nominace – Broadcast Film Critics Association Award pro Nejlepší herecké obsazení Nominace– Washington D.C. Area Film Critics Association Award pro Nejlepší herecké obsazení |
| 2010 | Monogamy                      | Nat                      | |
| 2011 | Nadějný rok                   | Ellie                    | |
| 2011 | Kamarád taky rád              | Maddison                 | |
| 2011 | Beznadějný trouba             | Cindy Harris             | |
| 2011 | Mupeti                        | Veronica Martin          | |
| 2012 | Celeste a Jesse navždy        | Celeste                  | také spolu-scenáristka, v pořadí již 2. film s Andy Sambergem Whistler Film Festival Trailblazer Cena za Herectví a scénář Nominace – Nejlepší první scénář Independent Spirit Award                                                            |
| 2013 | Decoding Annie Parker         | Kim                      | |
| 2014 | Zuřivá salsa                  | Julia                    | |
| 2015 | Hot Girls Wanted              | –                        | dokument, producentka |
| 2015 | V hlavě                       | Cool dívka (hlas)        | |
| 2015 | A Very Murray Christmas       | Nevěsta                  | |
| 2017 | Don't Come Back from the Moon | Eva Smalley              | |
| 2018 | Zoe                           | Emma                     | |
| 2018 | Máš ji!                       | Cheryl Deakins           | |
| 2018 | Quincy                        | samu sebe                | |
| 2018 | Grinch                        | Donna Lou Who (hlas)     | |
| 2019 | Špióni v převelku             | (hlas)                   | |

| Rok             | Název                     | Role                                                    | Poznámky                                                 |
| --------------- | ------------------------- | ------------------------------------------------------- | -------------------------------------------------------- |
| 1997            | Poslední don              | Johanna                                                 | minisérie                                                |
| 2000            | Kdyby zdi mohly mluvit 2  | Feministka                                              | Televizní film, segment: 1972                            |
| 2000            | Machři a šprti            | Karen Scarfolli                                         | díl: Kim je moje kamarádka                               |
| 2000–2002       | Bostonská střední         | Louisa Fenn                                             | 26 dílů                                                  |
| 2003–2004       | Chappelle's Show          | Pam/Woman in 'Love Contract'                            | 2 díly                                                   |
| 2004            | NY-LON                    | Edie Miller                                             | 7 dílů                                                   |
| 2005            | Stella                    | Karen                                                   | díl: Pilot                                               |
| 2005            | Hledaní                   | Detektiv Carla Merced                                   | 13 dílů                                                  |
| 2005            | Our Thirties              | Liz                                                     | Televizní film                                           |
| 2006–2011       | Kancl                     | Karen Filippelli                                        | 24 dílů                                                  |
| 2007            | Saturday Night Live       | Karen Filippelli                                        | díl: Rainn Wilson / Arcade Fire                          |
| 2007            | Wainy Days                | Wainette Davids                                         | díl: A Woman's Touch                                     |
| 2008            | Unhitched                 | Kate                                                    | 6 dílů                                                   |
| 2009            | Robot Chicken             | Casper / malý sirotek Annie / Molly / princezna (hlasy) | díl: Tell My Mom                                         |
| 2009–2015       | Parks and Recreation      | Ann Perkins                                             | hlavní role , 106 dílů                                   |
| 2010            | Vamped Out                | recepční (hlas)                                         | díl: Hungry Hungry Al                                    |
| 2011            | Wilfred                   | Lisa                                                    | díl: Respect                                             |
| 2011–2012, 2014 | Terapie online            | Hayley Feldman-Tate                                     | 4 díly                                                   |
| 2012            | Who Do You Think You Are? | Sama sebe                                               | díl: Rashida Jones                                       |
| 2012            | Cleveland show            | Daisy (hlas)                                            | díl: All You Can Eat                                     |
| 2013            | Simpsonovi                | Portia (hlas)                                           | díl: Střídání poručníků                                  |
| 2013            | Kroll Show                | různé hlasy                                             | díl: The Greatest Hits of It                             |
| 2013–2015       | The Awesomes              | Hotwire (hlas)                                          | 26 dílů                                                  |
| 2013            | Comedy Bang Bang!         | Sama sebe                                               | díl: Rashida Jones Wears a Black Blazer & Flowered Pants |
| 2014–2015       | Od A do Z                 | Whalen                                                  | také výkonná producentka díl: M is for Meant to Be       |
| 2014            | Key & Peele               | Colinova žena                                           | díl: Dying Wife                                          |
| 2016            | Zoolander: Super Model    | D'Jangelo                                               | TV film                                                  |
| 2016–2018       | Angie Tribeca             | Angie Tribeca                                           | hlavní role, také producentka                            |
| 2017–2018       | Black-ish                 | Santa Monica                                            | 2 díly                                                   |
| 2017–2022       | Claws                     |                                                         | výkonná producentka                                      |